# Viervoetigheid
Viervoetigheid of quadrupedie is voortbeweging op vier ledematen. Viervoetigheid moet niet verward worden met viervoeters of Tetrapoda, een infrastam van gewervelden waar ook tweevoetigen deel van uitmaken. De meerderheid van de gewervelden zijn viervoetig, met uitzondering van onder meer vogels en de mens.
De meeste viervoetigen gebruiken laterale gangen, draf of rentelgang, maar arboreale dieren als de meeste primaten, opossums en kinkajoes lopen met een diagonale gang.